# Ginderich
Ginderich ist der westlichste Ortsteil der Stadt Wesel und liegt mit dem Ortsteil Büderich linksrheinisch. Zu Ginderich gehören die Bauerschaften Werrich, Perrich, Poll, Gest und Teile der Bislicher Insel.

## Kirche

### Wallfahrtskirche St. Mariä Himmelfahrt

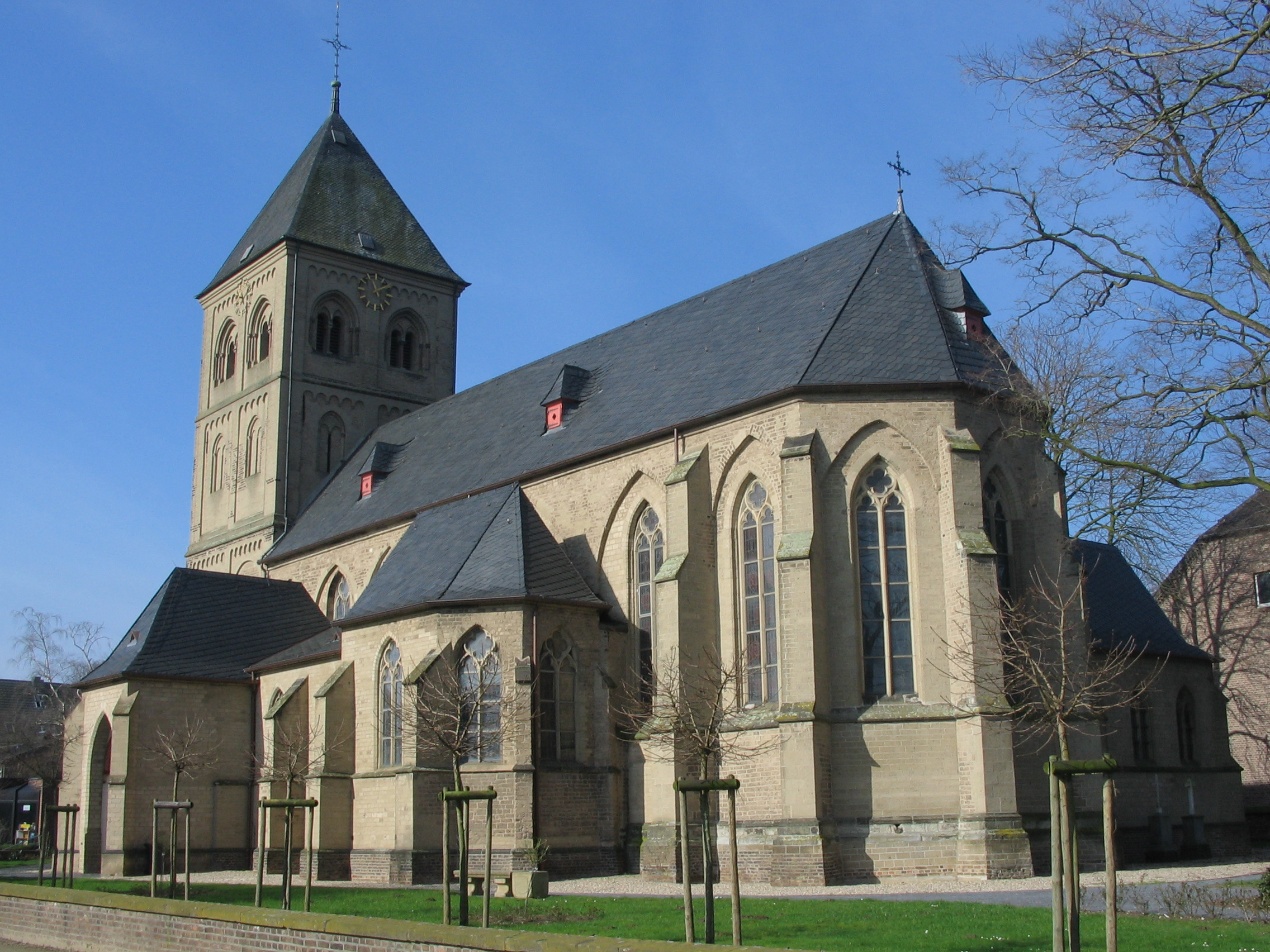
Gindericher Wallfahrtskirche

Mit der heutigen Pfarrkirche St. Mariä Himmelfahrt war Ginderich bis zum 1640 durch den Großen Kurfürsten verfügten Verbot der älteste Wallfahrtsort des Niederrheins. Im Dezember 2005 wurde Ginderich durch Weihbischof Heinrich Janssen wieder in den Kreis der Wallfahrtsorte im Bistum Münster aufgenommen.
Der Kirchenbau wurde in den Jahren 1280 bis 1330 in der Übergangszeit von der Romanik (Turm) zur Gotik (Haupt- und Seitenschiffe) erbaut. Die Größe dieses Gotteshauses erklärt sich aus der erwähnten und zwischen 1056 und 1075, spätestens 1190 belegten Marienwallfahrt.

### Pfarrei St. Ulrich
Zum 1. Advent 2014 fusionierten die beiden Seelsorgeeinheiten Alpen-Bönninghardt-Veen sowie Büderich-Ginderich-Menzelen Ost mit ihren jeweiligen Pfarrgemeinden zur neuen Pfarrei St. Ulrich Alpen.

## Vereine
In Ginderich existiert ein reges Vereinsleben. Veranstaltungen und Feste beleben das Dorfleben. Höhepunkte im Jahreskalender sind das Schützenfest am Sonntag nach Peter und Paul sowie die Kirmes, die am Sonntag vor dem 10. Oktober stattfindet.
Mitgliederstärkste Vereine sind der Sportverein SV Rheinkraft Ginderich 1926 e. V., die St. Antonius Schützenbruderschaft Ginderich 1922 e. V., die Katholische Frauengemeinschaft Ginderich kfd und die St. Antonius Junggesellen-Schützenbruderschaft 1643 Ginderich e. V.
Die Aktionen sämtlicher Vereine werden im Koordinationsausschuss (KO) abgestimmt und in einem Onlinekalender veröffentlicht.

## Störche

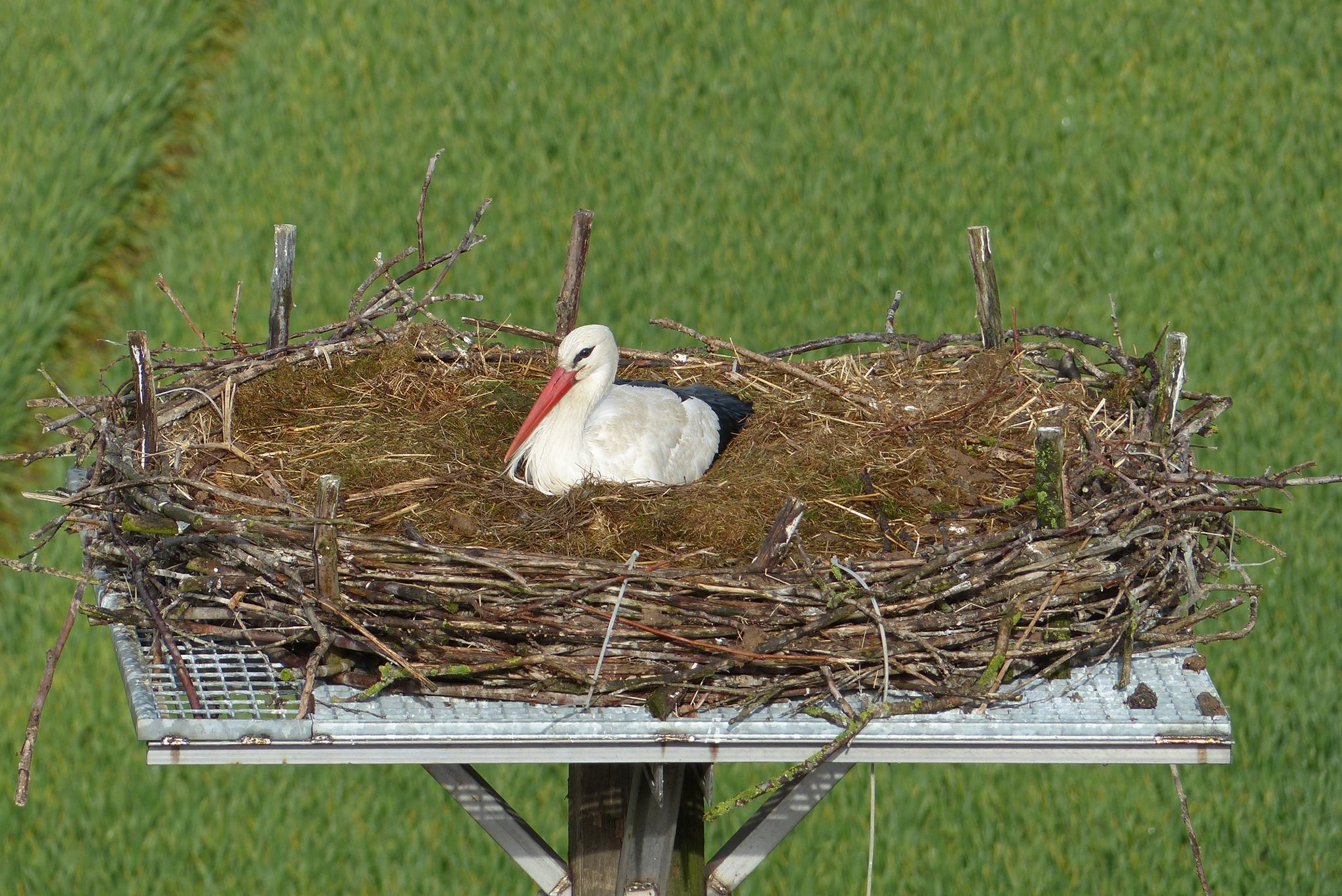
Storchennest, 2016

Auf private Initiativen hin wurden in Ginderich mehrere Storchennester aufgestellt. Erstmals konnte im Frühjahr 2015 Nachwuchs in einem der Nester verzeichnet werden.

## Kiwitt
Schon lange halten die Gindericher ihr inoffizielles Wappentier den Kiwitt in Ehren. Kiwitt ist der niederfränkische Ausdruck für die am Niederrhein vorkommende Vogelart Kiebitz. In vielen Vereinssymbolen und Abzeichen findet sich der Kiwitt wieder. Selbst im karnevalistischen Umfeld hat sich der Ruf „Kiwitt–Helau“  als Erkennungszeichen für den Ort eingebürgert.

## Sender Wesel
In Ginderich steht das höchste Bauwerk in Nordrhein-Westfalen. Der Sender Wesel ist 320,8 Meter hoch und damit seit der Sprengung des Schornsteins des stillgelegten Kraftwerks Westerholt am 3. Dezember 2006 wieder auf Platz eins.

## Wettbewerb
Im Wettbewerb Unser Dorf soll schöner werden erreichte Ginderich im Jahre 2005 den dritten Platz auf Kreisebene.

## Söhne und Töchter des Ortes
- Theodor Dams (1922–2013), Agrar- und Wirtschaftswissenschaftler